# ستاره قطبی (فیلم ۱۹۹۶)
«ستاره قطبی» (انگلیسی: North Star) فیلمی در ژانر اکشن به کارگردانی نیلس گوپ، کریستوفر لمبرت و هنری ویلسون الن است که در سال ۱۹۹۶ منتشر شد. از بازیگران آن می‌توان به کریستوفر لمبرت، جیمز کان، برت یانگ، کاترین مک‌کورمک، سوئره آنکر اوسدال و ژاک فرانسوا اشاره کرد.